# اذابة الفصل
اذابة الفصل (باليابانية: 溶解教室، بالروماجي: Yōkai Kyōushitsu) (بالإنجليزية: Dissolving Classroom)‏ هي سلسلة مانغا يابانية من تأليف ورسم جونجي إيتو، نشرت من قبل أكيتا شوتين في مجلة كوميك موتو!، منذ 18 مارس عام 2013 حتى 1 أكتوبر عام 2014، وتم تجميع فصول في مجلد تانكوبون واحد، نشر في 19 ديسمبر عام 2014.

## الفصول
- اذابة الفصل
- نلتقي مرة أخرى
- أطفال الأرض
- اذابة الجمال
- اذابة الشقة
- حب تشيزومي
- مؤتمر الشيطان